# Рикардо Бочини
Рикардо Бочини е бивш аржентински футболист, играл като офанзивен полузащитник.

## Клубна кариера
Той е юноша на Индепендиенте. През 1972 г. записва своя дебют за Индепендиенте, при загубата на клуба от Ривър Плейт с 1-0. С течение на времето, той става  ценен играч за клуба си, заедно с Даниел Бертони. През 1973 г. те печелят  Копа Либертадорес и световното клубно. През 1975 г., той отива в казармата, но това не му пречи и помага на Индепендиенте да спечели Копа Либертадорес. Благодарение на негов гол, Индепендиенте става шампион през 1977 г. През следващия сезон, той отново става шампион на Аржентина. След 4 години без титла, клубът купува Хорхе Буручага и Хосе Перкудани. Тримата помагат на отбора да спечели  Копа Либертадорес и световното клубно през 1984 г. Бочини се превръща в клубна легенда, след като изиграва 635 мача, в които вкарва 97 гола и печели 14 титли. Той е втори по брой мачове в Примера Дивисион.

## Национална кариера
Той е част от отбора на Аржентина, който става световен шампион през 1986.

## Успехи

### Клубни
Индепендиенте
- Примера Дивисион: 1977, 1978, 1983, 1988–89
- Копа Либертадорес: 1972, 1973, 1974, 1975, 1984
- Световно клубно: 1973, 1984
- Копа Интерамерикана: 1973, 1984

### Национални
Аржентина
- Световно първенство: 1986